# Pièce pour flûte et piano
La Pièce pour flûte et piano, op. 189, est une œuvre de la compositrice Mel Bonis.

## Composition
Mel Bonis compose sa Pièce pour flûte et piano sous la mention « opus 1 ». L'œuvre est publiée à titre posthume aux éditions Kossac en 2000.

## Analyse
L'œuvre est une pièce de caractère, considérée par le critique musical Jean-Pierre Robert comme « une romance mélancolique, mais non pas triste, de par la douceur de la mélodie d'une ineffable saveur de la flûte ». 

## Discographie
- Compositrices à l'aube du XXe siècle, par Juliette Hurel (flûte) et Hélène Couvert (piano), Alpha 573, 2020[3].

## Sources
- Étienne Jardin, Mel Bonis (1858-1937) : parcours d'une compositrice de la Belle Époque, 2020 (ISBN 978-2-330-13313-9 et 2-330-13313-8, OCLC 1153996478, lire en ligne)